# ييوريياني (كافالا)
ييوريياني (Γεωργιανή) كانت تسمى Γόργιανη أو Γκόργιανη حتى عام 1926 هي قرية في بلدية بانغايو في الوحدة الإقليمية كافالا في منطقة مقدونيا الشرقية وتراقيا قرب الحدود مع مقاطعة سيرس. بلغ عدد سكانها 611 مقيمًا دائمًا وفقًا لتعداد 2011. تم بناء غيورغياني على ارتفاع 260 مترًا عند سفح جبل بانغايو، شمال غرب مدينة كافالا وعلى مسافة قريبة من نيكيسياني.

## التاريخ
كان كل سكان المستوطنة من المسلمين قبل تبادل السكان في عام 1923،  والذين بلغ عددهم 504 نسمة وفقًا لإحصاء عام 1920. استقرت 205 عائلة مهاجرة في غيورغياني، كثير منهم جاءوا من تراقيا الشرقية. شارك العديد من أبناء القرية في المقاومة الوطنية بقيادة الزعيمين إيراكليس تونوسيديس وجورجيوس تسومباناكوس (قائد الشمال) أثناء فترة الاحتلال البلغاري.
كانت تنتمي إداريًا إلى مقاطعة بانغايو حتى عام 1997 وكانت مقر كومونة خاصة بها، وتم إنشاؤها في عام 1925 عندما تم فصل المستوطنة عن كومونة نيكيسياني،  ثم أجريت تغييرات في الحكومة المحلية مع برنامج كابوديسترياس، وانضمت غيورغياني إلى بلدية بانغايو. أصبحت خاضعًا لبلدية بانغايو الموسعة بعد برنامج كاليكراتيس.

## رياضة
توجد بالمستوطنة صالة ألعاب رياضية داخلية كمكان رياضي تقام فيه الأحداث الرياضية والأنشطة الأخرى. قديما كان لديها ناد رياضي نشط في رياضة كرة القدم تحت اسم أستير غيورغيانيس، والذي اندمج في عام 1990 مع نيكي نيكيسيانيس ليصبح نادي بانغايو الرياضي.

## السكان
| التعداد | 1920 | 1928 | 1940 | 1951 | 1961 | 1971 | 1981 | 1991 | 2001 | 2011 |
| ------- | ---- | ---- | ---- | ---- | ---- | ---- | ---- | ---- | ---- | ---- |
| السكان  | 504  | 976  | 1500 | 1608 | 1469 | 930  | 1016 | 1025 | 706  | 611  |